# Beccas
Beccas ist eine französische Gemeinde mit 122 Einwohnern (Stand: 1. Januar 2022) im Département Gers in der Region Okzitanien. Sie gehört zum Kanton Mirande-Astarac und zum Arrondissement Mirande.
Nachbargemeinden sind Buzon im Norden, Cazaux-Villecomtal im Nordosten, Malabat im Osten, Haget im Süden und Barbachen im Westen.

## Bevölkerungsentwicklung
| Jahr      | 1962 | 1968 | 1975 | 1982 | 1990 | 1999 | 2008 | 2016 |
| --------- | ---- | ---- | ---- | ---- | ---- | ---- | ---- | ---- |
| Einwohner | 62   | 69   | 59   | 62   | 77   | 83   | 83   | 115  |